# Čamagajevci
Čamagajevci su naselje u Hrvatskoj, regiji Slavoniji u Osječko-baranjskoj županiji i pripadaju općini Marijanci.

## Zemljopisni položaj
Čamagajevci se nalaze na 95 metara nadmorske visine u nizini istočnohrvatske ravnice i na raskrižju županijske ceste ŽC 4047 Črnkovci D34- Miholjački Poreč D53, te županijske ceste ŽC 4048 Marijanci- Kunišinci- Čamagajevci. Susjedna naselja: jugoistočno se nalazi općinsko središte Marijanci i naselje Kunišinci, sjevernoistočno se nalaze Črnkovci i Bočkinci, a južno Brezovica. Jugozapadno se nalaze Šljivoševci naselje u općini Magadenovac. Zapadno i sjeverozapadno se nalaze Radikovci i Rakitovica te sjeverno Sveti Đurađ naselja u sastavu grada Donjeg Miholjca. Pripadajući poštanski broj je 31555 Marijanci, telefonski pozivni 031 i registarska pločica vozila NA (Našice). Površina katastarske jedinice naselja Čamagajevaca je 6,67 km·102.

## Stanovništvo
| broj stanovnika | 359   | 381   | 330   | 358   | 368   | 422   | 429   | 435   | 479   | 499   | 534   | 437   | 362   | 310   | 266   | 214   | 178   |
|                 | 1857. | 1869. | 1880. | 1890. | 1900. | 1910. | 1921. | 1931. | 1948. | 1953. | 1961. | 1971. | 1981. | 1991. | 2001. | 2011. | 2021. |

## Crkva
U selu se nalazi rimokatolička crkva Sv. Andrije koja pripada katoličkoj župi Sv. Ane u Radikovcima i donjomiholjačkom dekanatu Đakovačko-osječke nadbiskupije. Crkveni god ili kirvaj slavi se 30. studenog.

## Obrazovanje i školstvo
U selu se nalazi škola do četvrtog razreda koja radi u sklopu Osnovne škole Matija Gubec u Magadenovcu.

## Ostalo
- Dobrovoljno vatrogasno društvo Čamagajevci, osnovano 1932.
- Udruga mladih "Drveno selo Čamagajevci*

## Vanjska poveznica
- http://www.marijanci.hr/
- http://os-mgubec-magadenovac.skole.hr/  Arhivirana inačica izvorne stranice od 1. veljače 2014. (Wayback Machine)